# Muhammad I (selgiuchide)
Abu Shuja Ghiyath al-Dunya wa'l-Din Muhammad ibn Malik-Shah (in persiano ابو شجاع غیث الدنیا و الدین محمد بن ملک شاه‎, Abū Shujāʿ Ghiyāth al-Dunyā wa ’l-Dīn Muḥammad ibn Malik-Šāh; 21 gennaio 1082 – Baghdad, 1118) fu sultano dell'Impero selgiuchide dal 1105 al 1118.
Figlio del Grande Selgiuchide Malik Shah I, Muhammad I, soprannominato Tapar (Che ottiene ciò che cerca), succedette come Sultano selgiuchide al nipote Malik Shah II anche se il vero potere sul Sultanato restò nelle mani del fratello, Ahmed Sanjar, signore del Khorasan.
Muhammad I intervenne nel Levante, appoggiando prima (1107) il signore di Aleppo, Ridwan ibn Tutush contro Qilij Arslan I del Sultanato di Rum, poi ordinando continue spedizioni contro gli Stati crociati nel quinquennio 1110-1115.

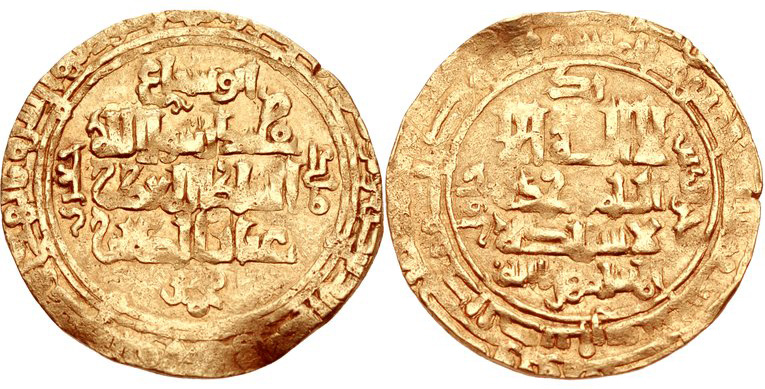
Moneta di Muhammad I

Alla morte di Muhammad I, il titolo di Sultano selgiuchide passò al fratello Ahmed Sanjar, mentre Sultano a Baghdad divenne Mahmud II.

## Famiglia

### Consorti
Muhammad aveva quattro consorti note:
- Gawhar Khatun (? - 1118), figlia di Isma'il, figlio di Yaquti. Fu uccisa per ordine di suo marito, che voleva impedire a suo fratello Ahmed Sanjar di reclamarla per sé.
- Qutlugh Khatun.
- Safiya Shah Khatun.
- Nisandar Jahan Sarjahan Khatun. Dopo la morte di Muhammed venne presa in moglie da Mengubars, governatore dell'Iraq.

### Figli
Aveva almeno cinque figli:
- Mahmud II (1104 - 1131), sultano di Baghdad;
- Masud (1107 - 1152) - con Nisandar Jahan Sarjahan Khatun. Sultano dell'Iraq e della Persia occidentale;
- Toghrul II (1109 - 1134), sultano della Persia occidentale;
- Suleiman Shah (1117 - 1161), sultano dei selgiuchidi;
- Saljuk Shah.

### Figlie
Aveva almeno due figlie: 
- Fatimah Khatun (? - settembre 1147) - con Nisandar Jahan Sarjahan Khatun. Sposò il califfo Al-Muqtafi nel marzo 1137. La sua dote ammontava a 100.000 dinari e i rappresentanti per il suo matrimonio furono il visir Ali ibn Tirad al-Zaynabi per il califfo e Kamal al-Din al-Darkazini per lei. Era ben istruita e sapeva leggere e scrivere in diverse lingue.
- Una figlia che sposò Arslan Shah I.